# 黃背光鰓魚
黃背光鰓魚（學名：Chromis insolata），又稱黃背光鰓雀鯛，是輻鰭魚綱鱸形目雀鯛科光鰓魚屬的其中一種，分布於西大西洋美國佛羅里達州、巴哈馬群島、百慕達群島及加勒比海等海域，深度20至100公尺，本魚體呈卵圓形且側扁，成魚背面呈深橄欖褐色，腹面至眼睛下緣及胸基部呈白色，背鰭和尾鰭後面淡黃色，胸鰭上基部有一個黑點；幼魚上三分之一處呈亮黃色至黃綠色，側面呈紫色，腹側逐漸變為白色，從鼻子前部到眼睛上緣有一條亮藍色線，背鰭硬棘13枚、背鰭軟條11-12枚、臀鰭硬棘2枚、臀鰭軟條11-12枚，體長可達16公分，棲息在外海礁石區，以浮游生物為食，繁殖期時成對出現，雄魚會守護卵直到孵化，生活習性不明，可做為觀賞魚。